# Sheila Hoskin
Sheila Hilary Hoskin, po mężu Turner (ur. 14 października 1936 w Acton w Londynie) – brytyjska lekkoatletka, specjalistka skoku w dal, mistrzyni igrzysk Imperium Brytyjskiego i Wspólnoty Brytyjskiej w 1958, olimpijka.

## Kariera sportowa
Na igrzyskach Imperium Brytyjskiego i Wspólnoty Brytyjskiej reprezentowała Anglię, a na pozostałych dużych imprezach międzynarodowych Wielką Brytanię.
Zajęła 21. miejsce w skoku w dal na mistrzostwach Europy w 1954 w Bernie. Odpadła w kwalifikacjach tej konkurencji na igrzyskach olimpijskich w 1956 w Melbourne, zajmując w nich 19. miejsce (doznała kontuzji kolana w pierwszym skoku).
Zwyciężyła w skoku w dal na Igrzyskach Imperium Brytyjskiego i Wspólnoty Brytyjskiej w 1958 w Cardiff, wyprzedzając swą koleżankę z reprezentacji Anglii Mary Bignal i Bev Watson z Australii. Na mistrzostwach Europy w 1958 w Sztokholmie startowała z chorobą i zajęła 14. miejsce w finale.
W latach 1954–1958 wystąpiła w 7 meczach lekkoatletycznej reprezentacji Wielkiej Brytanii (w skoku w dal i sztafecie 4 × 100 metrów), odnosząc dwa zwycięstwa indywidualne.
Była mistrzynią Wielkiej Brytanii (WAAA) w skoku w dal w 1956 i 1958 i wicemistrzynią w tej konkurencji w 1955. 5 maja 1956 w Londynie ustanowiła rekord Wielkiej Brytanii w skoku w dal wynikiem 6,14 m. Był to również najlepszy wynik w jej karierze.